# Piotr Harasimowicz

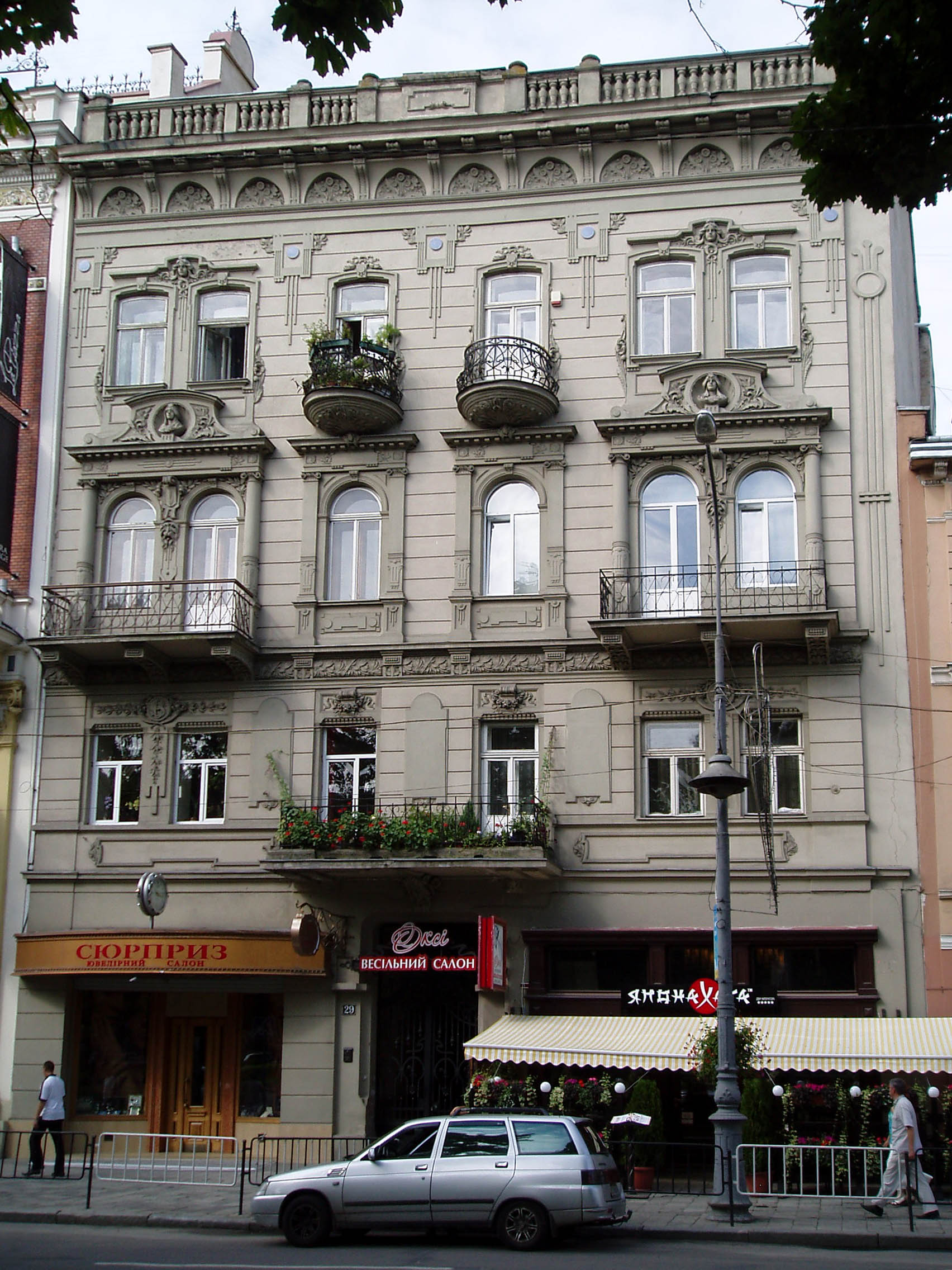
Kamienica przy Prospekcie Swobody 29 (Wały Hetmańskie), Lwów

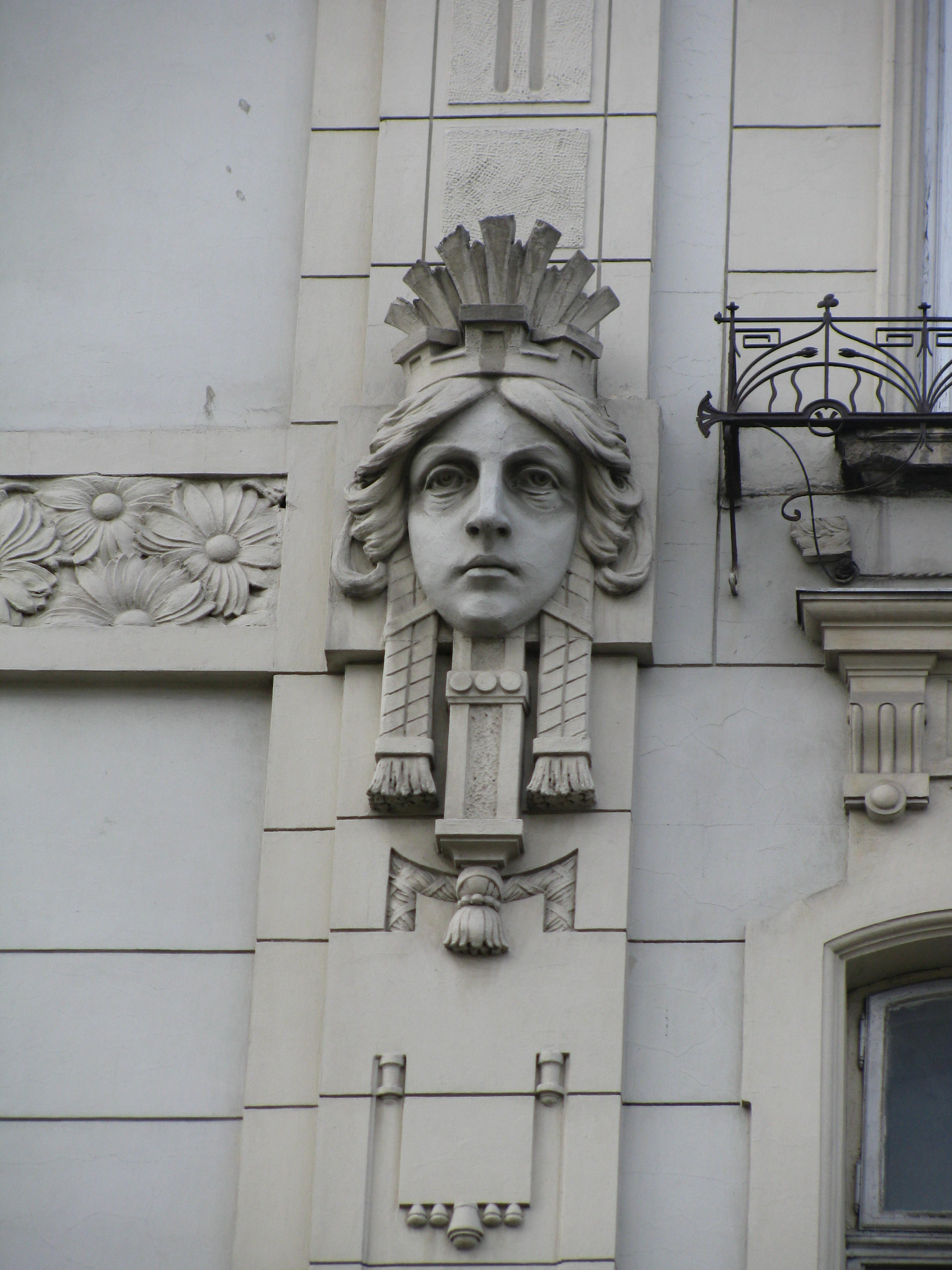
Maszkaron na elewacji kamienicy Wixla przy ulicy Stepana Rudańskiego 1 (Klementyny Tańskiej), Lwów

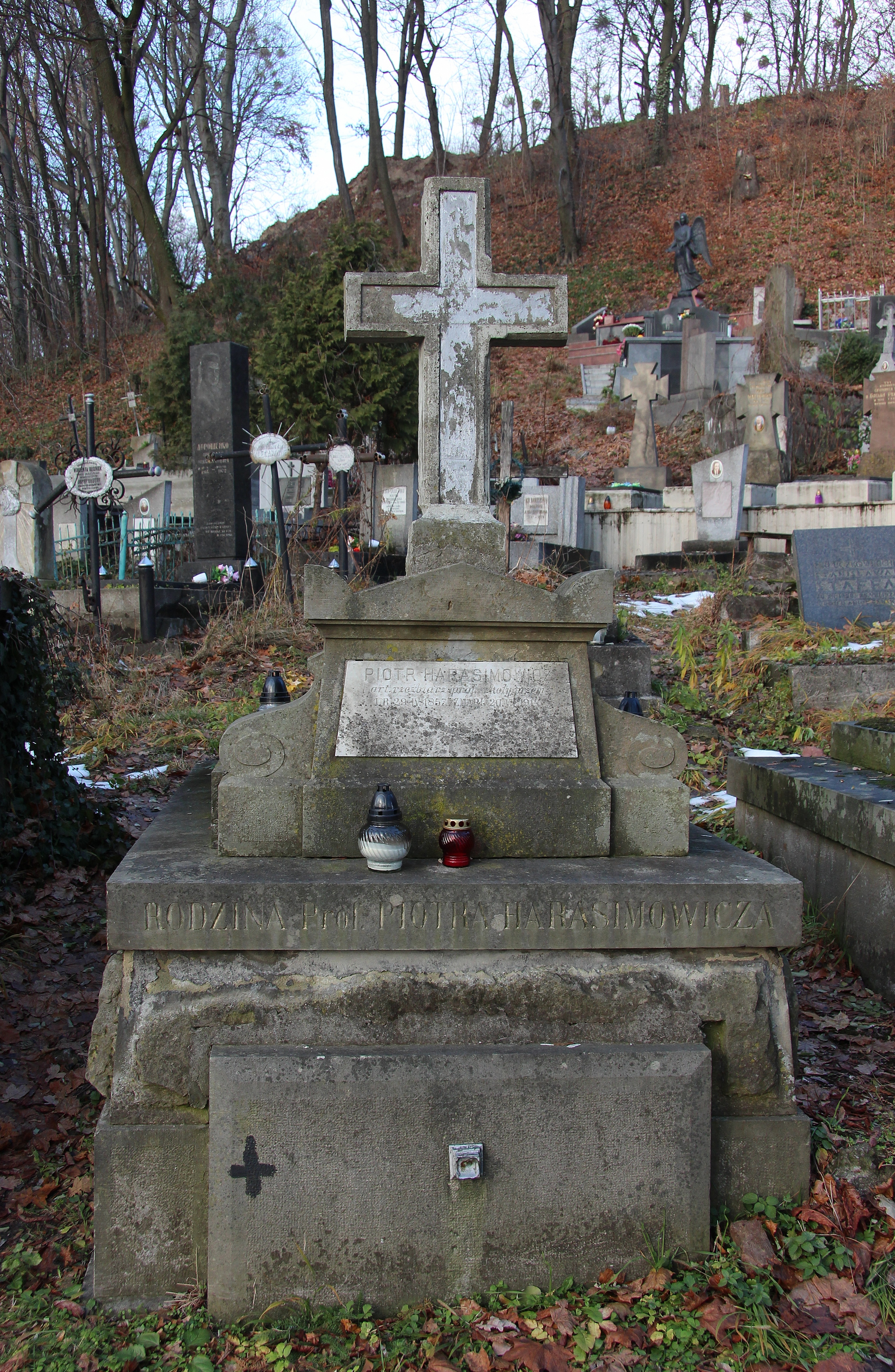
Grobowiec Piotra Harasimowicza

Piotr Witalis Harasimowicz (ur. 29 kwietnia 1857 w Warszawie, zm. 20 lipca 1914 we Lwowie) – polski rzeźbiarz, profesor C.K. Państwowej Szkoły Przemysłowej we Lwowie.

## Życiorys
W związku z klęską powstania styczniowego, jako dziecko wyjechał z rodzicami i bratem Marcelim do Zurychu. Ukończył polską szkołę średną w Paryżu. Od 1872 mieszkał w Polsce, gdzie w 1874  podjął studia w krakowskiej Akademii Sztuk Pięknych, by w roku następnym przenieść się do Lwowa, w którym do 1880 studiował rzeźbę u prof. Leonarda Marconiego. W latach 1882-1884 wyjechał na dalsze studia do Florencji. W 1884 powrócił do Lwowa i otworzył pracownię rzeźby dekoracyjnej w drewnie, kamieniu, marmurze i w odlewach gipsowych oraz z brązu. Niezależnie od tego, na początku lat 90. został nauczycielem w szkole sztuk plastycznych założonej przez swego brata Marcelego. Od 1895 pełnił obowiązki nauczyciela zawodowego, a od 1901 do śmierci profesora rzeźby dekoracyjnej w Szkole Przemysłowej we Lwowie. Tworzył monumentalne dekoracje w stylu neobarokowym, był autorem dekoracji wielu budynków we wschodniej Galicji.
Pochowany został na Cmentarzu Łyczakowskim.

## Twórczość
- Rzeźby fasady rzeszowskiego ratusza[4]

### W Galicji Wschodniej
- Zdobienia w pałacu M. Baworowskiego w Sorocku;
- Zdobienia w pałacu Z. Romaszkana w Ostapiewie;
- Zdobienia w pałac A. Skrzyńskiego w Żurawnie;
- Dekoracja zewnętrzna pałac Brunickich w Lubieniu Wielkim;
- Elewacja dworu Balów w Tuligłowach;
- Elewacje i wnętrza pałacu Fredrów-Szeptyckich w Beńkowiej Wiszni;
- Pomnik Adama Mickiewicza w Husiatynie[5] (projektował i wykonał w brązie[6]).

### We Lwowie
- Elewacja Pałacu Siemieńskich-Lewickich przy ulicy Piekarskiej 19 (1891-1894);
- Zdobienia na budynku łaźni św. Anny przy Prospekcie Tarasa Szewczenki 10 (Akademicka) projekt Jan Schulz (1894);
- Zdobienia na kamienicy przy Prospekcie Tarasa Szewczenki 10 (Akademicka) projekt Jan Schulz (1894);
- Medaliony Fryderyka Chopina, Jana Kochanowskiego, Adama Mickiewicza, Juliusza Słowackiego, Zygmunta Krasińskiego, Adama Asnyka, Józefa Ignacego Kraszewskiego i Stanisława Moniuszki na elewacji kamienicy przy ulicy Teatralnej 9 (Tadeusza Rutowskiego) (1892);
- Dekoracje na elewacjach kamienic przy Prospekcie Swobody 29 (Wałach Hetmańskich) i ulicy Łesia Kurbasa 8 (Tadeusza Rejtana), projekt Jan Kroch, Maurycy Silberstein (1902);
- Maszkarony w kształcie głów kobiecych i fryzy przedstawiające słoneczniki na elewacji secesyjnej kamienicy Wixla przy ulicy Stepana Rudańskiego 1 (Klementyny Tańskiej) i Prospektu Tarasa Szewczenki 2a, projekt Zygmunt Langrod i Julian Cybulski (1902);
- Rzeźby łabędzi i płaskorzeźby o motywach muzycznych na elewacji Filharmonii Lwowskiej przy ulicy Piotra Czajkowskiego 7 (Chorążczyzna), projekt Władysław Sadłowski (1907);
- Płaskorzeźby na kaplicy Łodyńskich i Morowskich, Cetnerowskich na Cmentarzu Łyczakowskim.